# HNLC海域
HNLC海域（エイチエヌエルシーかいいき）とは表層に多量栄養塩（硝酸塩・リン酸塩・ケイ酸塩）が高濃度で存在するにもかかわらず、植物プランクトン生物量が比較的低い状態が維持されている海域のことである。HNLCとは本来High Nutrient Low Chlorophyllの略であったが、後述のように微量栄養塩の濃度がきわめて低い場合が多いため、High Nitrate Low Chlorophyllとしている文献もある。
世界の三大HNLC海域は東部太平洋赤道域、南極海、北太平洋亜寒帯域である。また、カリフォルニア沖やペルー沖もHNLC海域であることがわかっている。中緯度域の冬季のように、1年のうち一時的に高栄養塩・低クロロフィル状態が起こるような海域はHNLC海域とは呼ばない。

## 植物プランクトン生物量を制限する要因は？
生物量の制限要因が何であるかは20世紀から様々な仮説が提示されてきたが、現在では少なくとも三大HNLC海域については表層に溶存する鉄が不足していることが珪藻などの大型の植物プランクトンの増殖を抑制していることが研究者の間でほぼ共通の理解になっている。これに加え、動物プランクトンによる摂食や水柱の安定性、日照の不足、銅や亜鉛などの他の微量金属元素の不足による共制限などが複合的に絡んでHNLC状態が維持されていると考えられている。

## 鉄仮説とその証明
ある海域で鉄の不足が植物プランクトンの増殖を制限しているという考え自体は1930年代から存在した。これは、安定な3価の鉄イオンの海水への溶解度がきわめて低く、リービッヒの最少律から鉄が最も欠乏しやすい元素であるという類推に基づくものであった。しかし当時は海水を微量金属の汚染なく採取し、高感度でその中の鉄濃度を測定する技術がなかったため、これを証明することはできなかった。
1980年代にジョン・マーチンらが北太平洋において汚染なく海水中の鉄濃度を測定し、鉄添加培養実験を行うことによって鉄の添加が植物プランクトンの増殖をもたらすことを初めて確認した。これをもとに彼はHNLC海域への鉄供給（おもに大気からのエアロゾル）の変化が植物プランクトンの生産の変化を通じて大気中の二酸化炭素分圧を変動させ、地球規模の気候変動を駆動するといういわゆる鉄仮説を提唱した。
さらにジョン・マーチンらのグループは鉄制限の根拠をより確かなものにするため、現場海水に高濃度の鉄溶液を撒布するという大規模実験を計画する。なお、彼はこの成果を見ることなく逝去するが、太平洋赤道域において行われた世界最初の現場鉄撒布実験は表層におけるクロロフィル濃度の増大をもたらし、鉄仮説はより強固なものになった（この成果はジョン・マーチンを第一著者として発表された）。
その後、南極海および北太平洋亜寒帯域においても同様の現場鉄撒布実験が行われ、いずれの場合も珪藻を中心とした植物プランクトン生物量の増加、二酸化炭素分圧の低下を確認している。

## これからの課題
いずれの鉄撒布実験においても植物プランクトンの増加は確認されたものの、その規模は実験によって大きく異なり、何がこの差をもたらすのかはいまだに不明な点が多い。また、いずれの実験においても増加した植物プランクトンのうち有機物として下層に輸送される割合はごくわずかであり、地球規模の炭素循環に鉄供給が有意な影響を及ぼすかについては懐疑的な見方も多い。
また、実験のような高濃度のパルス的な添加ではなく、小規模の連続的な鉄供給の増加がHNLC海域のプランクトン群集に及ぼす影響についてはいまだ実験例に乏しい。